# 粉背黄栌
粉背黄栌（学名：Cotinus coggygria var. glaucophylla）为漆树科黄栌属下的一个变种。

## 扩展阅读
- 維基物種上的相關：粉背黄栌